# Метод трапецій (математика)

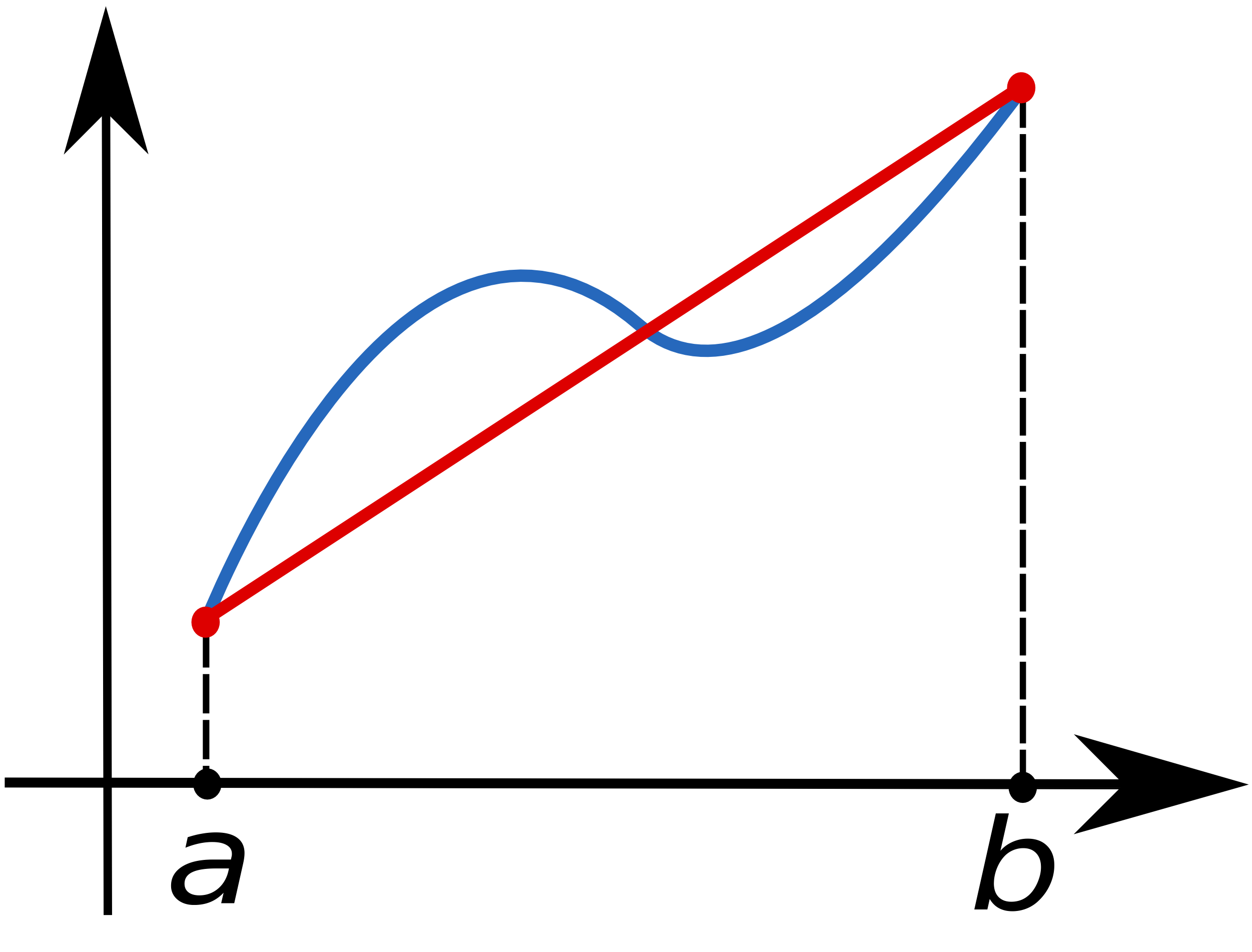
Функція f(x) (синій колір) апроксимується лінійною функцією (червоний колір).

В математиці, метод трапецій є методом наближеного обчислення значення визначеного інтегралу
{\displaystyle \int _{a}^{b}f(x)\,dx.}
Ідея методу трапецій полягає в наближенні області під графіком функції {\displaystyle f(x)} трапецією та обчисленні її площі.  Якщо застосувати цю ідею безпосередньо до інтервалу {\displaystyle [a,b]}, то отримаємо
{\displaystyle \int _{a}^{b}f(x)\,dx\approx {\frac {f(a)+f(b)}{2}}(b-a),\quad (*)}
але це незадовільно через велику похибку.

Сума трапецій для x ↦ x^{3}, 4 трапеції на [0, 2].

Для точнішого обчислення значення інтегралу, слід попередньо розбити інтервал інтегрування {\displaystyle [a,b]} на {\displaystyle n} підінтервалів {\displaystyle [a,x_{1}],[x_{1},x_{2}],\ldots ,[x_{n-1},b],} та застосувати формулу (*) до кожного із них.  Таким чином, отримуємо:
{\displaystyle \int _{a}^{b}f(x)\,dx=\sum _{i=1}^{n}\int _{x_{i-1}}^{x_{i}}f(x)\,dx\approx \sum _{i=1}^{n}{\frac {f(x_{i})+f(x_{i-1})}{2}}\Delta x_{i},}
де {\displaystyle \Delta x_{i}=x_{i}-x_{i-1},x_{0}=a,x_{n}=b.}

Послідовне застосування методу трапецій.

У методі трапецій переважно застосовується розбиття інтервалу інтегрування на {\displaystyle n} рівних відрізків довжиною {\displaystyle h=\Delta x=(b-a)/n.} Тоді попередня формула перетворюється на таку:
{\displaystyle \int _{a}^{b}f(x)\,dx\approx \left({\frac {f(a)+f(b)}{2}}+\sum _{i=1}^{n-1}f(x_{i})\right)h,}
і похибка, так званий залишковий член {\displaystyle E(f)} не перевищує {\displaystyle {\frac {(b-a)^{3}M}{12n^{2}}},} де {\displaystyle M=\operatorname {max} \{|f''(x)|:x\in [a,b]\}} — це максимум другої похідної функції {\displaystyle f(x)} на всьому інтервалі[джерело?].
Відзначимо, що за збільшення числа {\displaystyle n} інтервалів розбиття, залишковий член
зменшується як {\displaystyle O(1/n^{2}).}